# Aleksej Korovaškov
Aleksej Igorevič Korovaškov (in russo Алексей Игоревич Коровашков?; Stepnogorsk, 1º aprile 1992) è un canoista russo.

## Palmarès

### Olimpiadi
- 1 medaglia:
  - 1 bronzo (Londra 2012 nel C-2 1000 m)

### Mondiali
- 6 medaglie:
  - 5 ori (Szeged 2011 nel C-1 4x200 m; Mosca 2014 nel C-2 200 m; Mosca 2014 nel C-2 500 m; Mosca 2014 nel C-1 4x200 m; Milano 2015 nel C-2 200 m)
  - 1 argento (Mosca 2014 nel C-1 200 m)

### Europei
- 11 medaglie:
  - 8 ori (Montemor-o-Velho 2013 nel C-2 500 m; Montemor-o-Velho 2013 nel C-2 1000 m; Brandenburgo 2014 nel C-1 200 m; Brandenburgo 2014 nel C-2 200 m; Brandenburgo 2014 nel C-2 500 m; Račice 2015 nel C-2 200 m; Račice 2015 nel C-2 500 m; Mosca 2016 nel C-2 1000 m)
  - 3 argenti (Brandenburgo 2014 nel C-2 1000 m; Račice 2015 nel C-2 1000 m; Plovdiv 2017 nel C-1 200 m)